# Батерст (острів, Австралія)
11°35′ пд. ш. 130°18′ сх. д. / 11.583° пд. ш. 130.300° сх. д..
Батерст (англ. Bathurst Island) — острів на сході Тиморського моря, належить Північнії території Австралії. 

## Географія
Географічно входить до складу островів Тіві. Розташований приблизно за 80 км від міста Дарвін і займає площу близько 2600 км². 
Влітку на острові дуже жарко: температура досягає 34 °C. Зимою максимальна температура становить 33 °C, а мінімальна — -16 °C.

## Історія
Острів був відкритий європейцями тільки в 1644 році, але набагато раніше він був заселений австралійськими аборигенами. Європейським першовідкривачем острова став голландський мандрівник Абель Тасман. Внаслідок, в 1818 році остів досліджував Філіпп Паркер Кінг, та назвав його на честь Генрі Батерста. Протягом дуже довгого часу острів не приваблював уваги європейців. 
Життя на Батерсті потерпіло значних змін після появи на ньому католицьких місіонерів і єпископа Франциска Хав'єра Ґзелля, що народився в Ельзас-Лотарингії. В 1910 році йому вдалося умовити адміністрацію Південної Австралії виділити йому ділянку на 10 тис. акрів на острові Батерст, щоб заснувати там християнську місію для аборигенів. Але процес християнізації йшов з великими затрудненнями.
19 лютого 1942 року Батерст піддався бомбардуванню японської авіації.
У 1978 році володіння островом було офіційно передано місцевим аборигенам тіві. В наш час[коли?] Батерст знаходиться в управлінні Земельного ради Тіві, який також видає дозвіл на відвідування острова некорінним жителям.

## Населення
Найбільше поселення острова, Нгуїу, розташоване в південно-східній частині острова, чисельність населення якого становить близько 1450 осіб.
Острів Батерст є частиною резервації австралійських аборигенів.